# Ersttagsbrief
Als Ersttagsbrief oder FDC (Abk. von First Day Cover) wird eine postalische Sendung (Brief oder Postkarte) bezeichnet, die am ersten Gültigkeitstag der zur Frankatur verwendeten Briefmarken abgestempelt wurde. Im Gegensatz zum Bedarfsbrief wird er heutzutage oft aus rein philatelistischen Interessen erstellt.

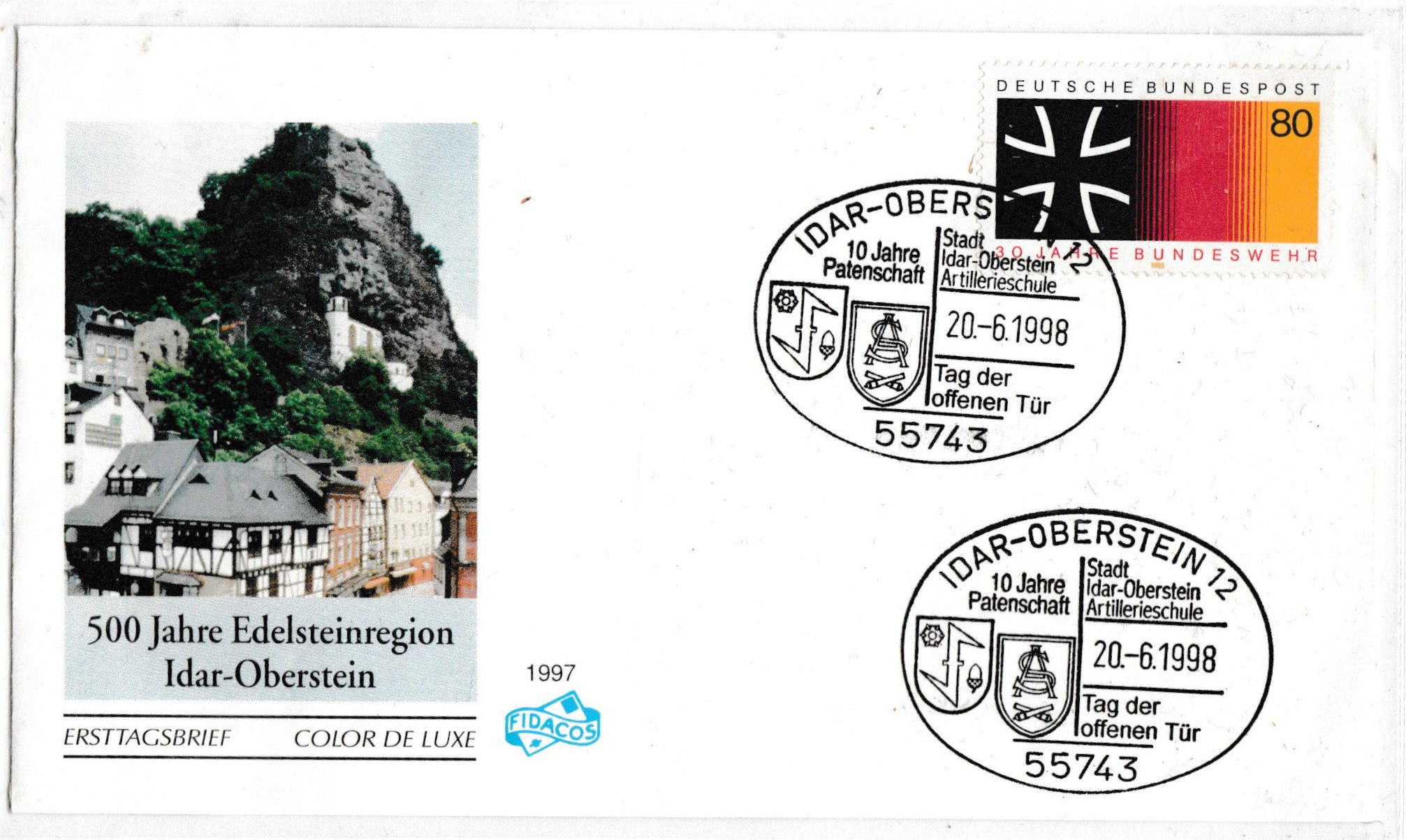
Ersttagsbrief von 1998; er zeigt die 10-jährige Patenschaft der Artillerieschule der Bundeswehr mit der Stadt Idar-Oberstein.

## Ersttagsbriefe der Post

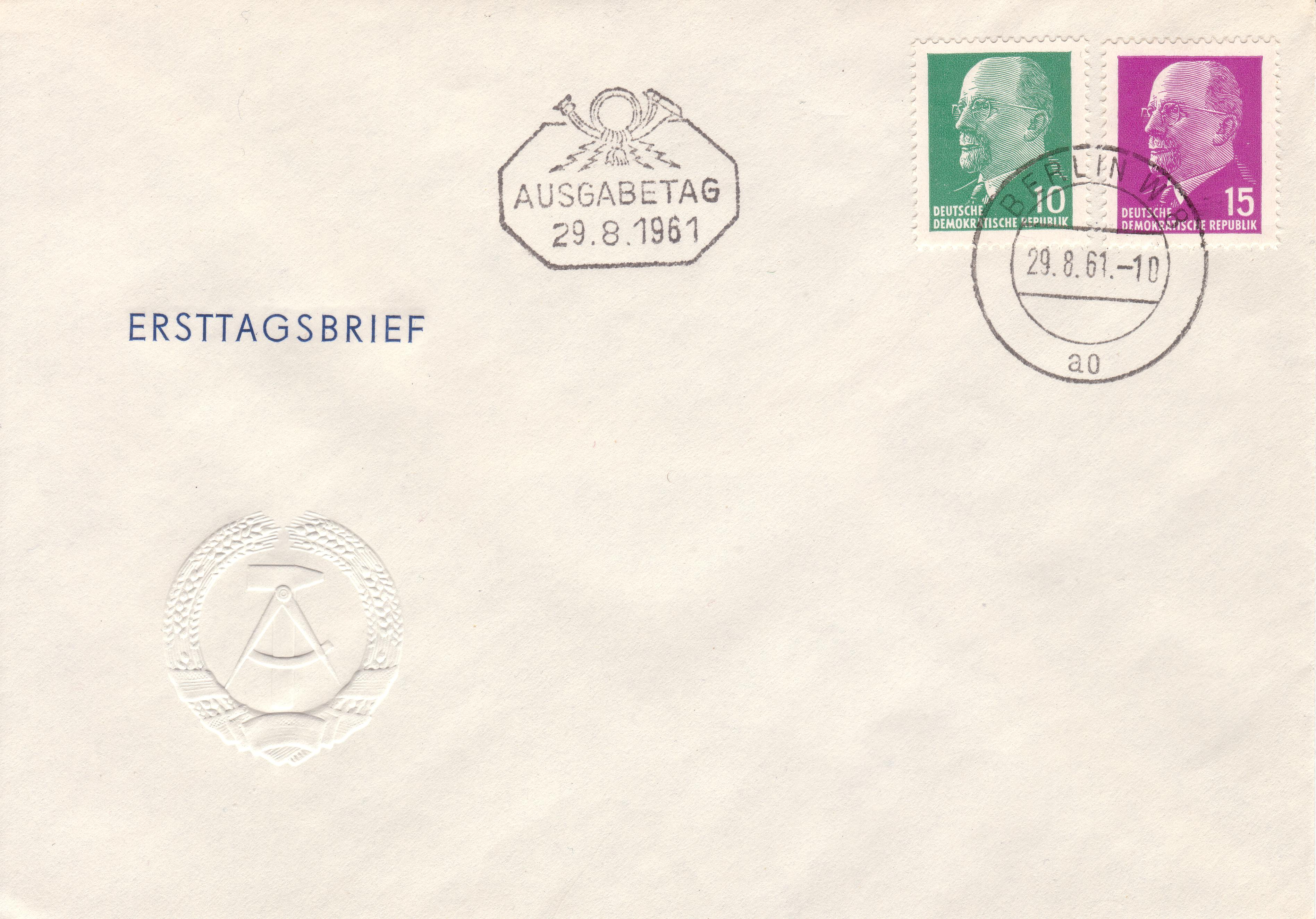
FDC der Deutschen Post der DDR mit Tages- und Zusatzstempel

Viele Postverwaltungen geben für ihre Markenausgaben besonders gestaltete, auf den Ausgabeanlass hinweisende Schmuckumschläge heraus, für die auch besondere Ersttagsstempel verwendet werden. Das können Zusatzstempel zum verwendeten Tagesstempel sein (z. B. mit der Inschrift AUSGABETAG, ERSTTAG, FIRST DAY OF ISSUE, JOUR d’ EMISSION o. ä.), häufiger aber handelt es sich um Ersttag-Sonderstempel mit deutlichem Motivbezug zur Briefmarkenausgabe.
In der Bundesrepublik Deutschland gibt es keine von der Postverwaltung herausgegebenen Ersttagsbriefe. Stattdessen wurden seit 1974 von der Deutschen Bundespost, nachfolgend von der Deutschen Post AG, Ersttagsblätter (kurz ETB) herausgegeben, die in den 1970er und 1980er Jahren bei den Philatelisten auf großes Interesse stießen. Zu jeder deutschen Markenemission gibt es 2 Ersttagssonderstempel, und zwar mit den Ortsbezeichnungen Bonn und Berlin.
In der DDR waren für die Markeneditionen der Deutschen Post Ersttagsbriefe und Sonderstempel üblich, deren Entwürfe von z. T. namhaften Grafikern stammten. 
Ersttagssonderstempel kommen auch bei der Schweizer Post zum Einsatz; entsprechende Ersttagsbriefe werden von der Post zu jeder Markenausgabe aufgelegt. In Österreich kamen seit 1948 Ersttagszusatzstempel zum Einsatz; heute werden auf den einheitlich gehaltenen Ersttagsbriefen der Österreichischen Post AG auch Sonderstempel mit Bezug auf das jeweilige Markenmotiv abgeschlagen.

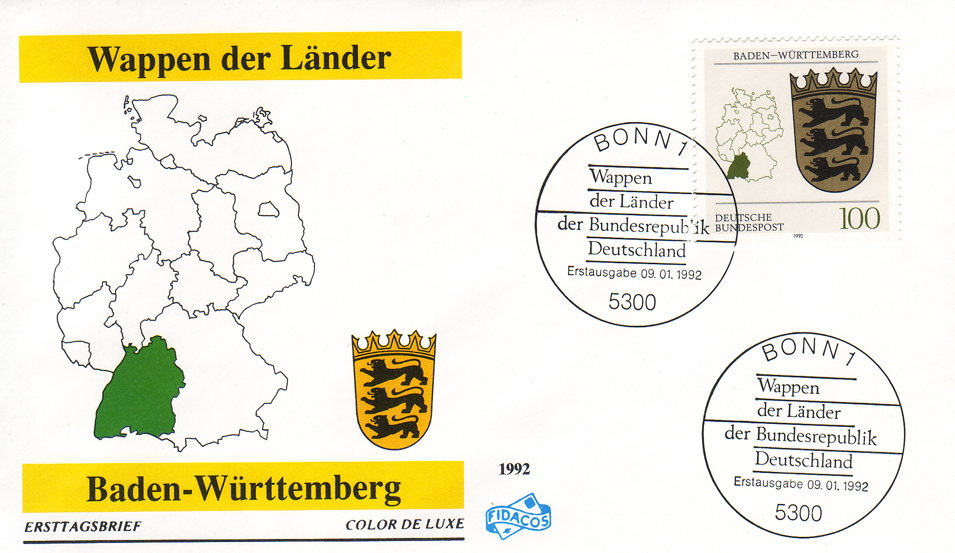
FDC eines privaten Anbieters von 1992 unter Verwendung des Bonner Ersttag-Sonderstempels der Deutschen Bundespost

## Ersttagsbrief als Sammelobjekt
In der Briefmarkengeschichte gewann der Ersttagsbrief erst im Laufe der Zeit eine besondere Bedeutung. Bei Ausgaben der klassischen Periode, deren Erscheinungstag oft nicht durch entsprechende Akten zu belegen ist, sind Sammler stets auf der Suche nach Postsendungen mit dem frühesten Gebrauchsdatum.
Die von den Postverwaltungen oder privaten Anbietern verausgabten Ersttagsbriefe können etwa seit den 1970er Jahren von den Sammlern im Abonnement bezogen werden. Eine portogerechte Frankatur ist für diese Briefe nicht notwendig. Ob der gesamte Satz oder nur einzelne Teile davon verklebt werden, richtet sich allein nach ästhetischen Gesichtspunkten und nach dem auf dem Briefumschlag vorhandenen Platz. Reicht dieser nicht aus, werden die Marken eines Satzes auf mehrere Kuverts verteilt. Die Ersttags-Sonderstempel werden zumeist mit einem geeigneten Druckverfahren (z. B. Hochdruck) angebracht. In den letzten Jahren hat das Interesse an derartigen Ersttagsbriefen bei vielen Sammlern deutlich nachgelassen, da aufgrund der verhältnismäßig hohen Auflagen eher ein Preisverfall zu beobachten ist. Mehr Zuspruch finden portogerecht frankierte, echt gelaufene Ersttagsbriefe.

## Letzttagsbrief
Dem Ersttagsbrief steht der Letzttagsbrief gegenüber. Hierbei handelt es sich um Postsendungen, deren Frankatur am letzten Tag ihrer Gültigkeit abgestempelt wurde. Ein Beispiel bieten die vom 1. Januar 1964 bis zum 30. Juni 1990 ausgegebenen Briefmarken der Deutschen Post der DDR, die nach dem 2. Oktober 1990 ihre Frankaturgültigkeit verloren und auf einer Vielzahl von Letzttagsbriefen verklebt wurden. Auch für den letzten Gültigkeitstag von Marken werden in manchen Ländern mitunter Sonderstempel eingesetzt.